# Igor Burzanović
Igor Burzanović (Titograd, 1985. augusztus 25. –) montenegrói válogatott labdarúgó.

## Nemzeti válogatott
A montenegrói válogatottban 6 mérkőzést játszott, melyeken 1 gólt szerzett.

## Statisztika
| Montenegrói válogatott | Montenegrói válogatott | Montenegrói válogatott |
| Időszak                | Mérk.                  | gól                    |
| ---------------------- | ---------------------- | ---------------------- |
| 2007                   | 3                      | 0                      |
| 2008                   | 3                      | 1                      |
| Összesen               | 6                      | 1                      |